# Biserica „Sfântul Arhanghel Mihail” din Colibași
Biserica „Sf. Arhanghel Mihail” este o biserică amplasată în Colibași, raionul Cahul, Republica Moldova. Este un monument arhitectural de importanță națională inclus în Registrul monumentelor Republicii Moldova ocrotite de stat cu nr. 395 (raionul Vulcănești). Datează din 1897.